# Col God Help Me
Le col God Help Me ou Lekalong-la-Molimo-Ntuse en seSotho (littéralement « col Dieu aide moi ») est un col de montagne routier au Lesotho occidental.
Il est le deuxième plus haut col de la route A3 traversant le pays d'ouest en est. Partant de l'ouest du village de Nazareth, on atteint d'abord le col du Bushman, Lekhalong-la-Baroa (2 266 m), puis on descend vers le village de Setibing Ha Sempe avant de remonter vers le col God Help Me, 10 kilomètres séparant les deux cols. Partant de l'est, il faut franchir le col Blue Mountain (2 641 m), Lehlalong-la-Thaba-Pusoa.